# Aasif Mandvi
Aasif Mandviwala (Mumbai, 5 marzo 1966) è un attore e comico indiano naturalizzato statunitense.
È nato in India da una famiglia musulmana, che si trasferì in Inghilterra quando egli aveva appena un anno; qui il padre si laureò alla Bradford University. Aasif visse in Inghilterra fino all'età di 15 anni, quando la famiglia si trasferì nuovamente nella città di Tampa, in Florida. 

## Filmografia parziale

### Cinema
- Quando la vendetta ha 4 braccia! (No Retreat, No Surrender 3: Blood Brothers), regia di Lucas Lowe (1990)
- Die Hard - Duri a morire (Die Hard: With a Vengeance), regia di John McTiernan (1995)
- Attacco al potere (The Siege), regia di Edward Zwick (1998)
- Terapia e pallottole (Analyze This), regia di Harold Ramis (1999)
- Destini incrociati (Random Hearts), regia di Sydney Pollack (1999)
- Peroxide Passion, regia di Monty Diamond (2001)
- Undermind, regia di Nevil Dwek (2003)
- Spider-Man 2, regia di Sam Raimi (2004)
- Scrivimi una canzone (Music and Lyrics), regia di Marc Lawrence (2007)
- Ghost Town,  regia di David Koepp (2008)
- Ricatto d'amore (The Proposal), regia di Anne Fletcher (2009)
- Amore al curry (Today's Special), regia di David Kaplan (2009)
- 5 giorni fuori (It's Kind of a Funny Story), regia di Ryan Fleck e Anna Boden (2010)
- L'ultimo dominatore dell'aria (The Last Airbender), regia di M. Night Shyamalan (2010)
- Ruby Sparks, regia di Jonathan Dayton e Valerie Faris (2012)
- Il dittatore (The Dictator), regia di Larry Charles (2012)
- Senza Freni (Premiun Rush), regia di David Koepp (2012)
- Gli stagisti (The Internship), regia di Shawn Levy (2013)
- Comic Movie (Movie 43) (2013)
- Gods Behaving Badly, regia di Marc Turtletaub (2013)
- Mother's Day, regia di Garry Marshall (2016)
- A Kid Like Jake, regia di Silas Howard (2018)
- Ubriachi d'amore (Drunk Parents), regia di Fred Wolf (2019)
- Il capitale umano - Human Capital (Human Capital), regia di Marc Meyers (2019)
- Crush, regia di Sammi Cohen (2022)

### Televisione
- Law & Order - I due volti della giustizia (Law & Order) – serie TV, 4 episodi (1995-1998)
- Law & Order - Unità vittime speciali (Law & Order: Special Victims Unit) – serie TV, 1 episodio (2000)
- Sex and the City – serie TV, episodio 4x08 (2001)
- Law & Order: Criminal Intent – serie TV, 1 episodio (2004)
- Law & Order - Il verdetto (Law & Order: Trial by Jury) – serie TV, 2 episodi (2005)
- E.R. - Medici in prima linea (ER) – serie TV, 3 episodi (2006-2007)
- I Soprano (The Sopranos) – serie TV, un episodio (2006)
- The Brink – serie TV, 10 episodi (2015)
- Una serie di sfortunati eventi (A Series of Unfortunate Events) – serie TV, 4 episodi (2017-2018)
- Blue Bloods – serie TV, 5 episodi (2018-2020)
- Evil – serie TV, 50 episodi (2019-2024)

## Doppiatori italiani
Nelle versioni in italiano delle opere in cui ha recitato, Aasif Mandvi è stato doppiato da:
- Franco Mannella in Million Dollar Arm,[1] L'ultimo Dominatore dell'aria,[2] Blue Bloods[3]
- Roberto Gammino in Margin Call,[4] Gli stagisti,[5] Comic Movie[6]
- Roberto Certomà in Law & Order - I due volti della giustizia (ep. 6x19)[7], CSI - Scena del crimine (ep. 1x07-08)[8]
- Gaetano Varcasia in Law & Order - I due volti della giustizia (ep. 7x17)[7], Ruby Sparks[9]
- Fabrizio Vidale in Law & Order - I due volti della giustizia (ep. 8x15)[7], Crush[10]
- Andrea Lavagnino in 5 giorni fuori[11], Mother's Day[12]
- Francesco Meoni in Die Hard - Duri a morire[13]
- Edoardo Nevola in Terapia e pallottole[14]
- Michele D'Anca in CSI - Scena del crimine (ep. 1x01)[8]
- Gianfranco Miranda in CSI - Scena del crimine (ep. 6x20)[8]
- Enrico Pallini in Oz[15]
- Stefano Crescentini in Spider-Man 2[16]
- Sacha De Toni in Scrivimi una canzone[17]
- Sacha Pilara in Amore al curry[18]
- Roberto Stocchi in Ricatto d'amore[19]
- Guido Di Naccio in Senza freni[20]
- Pasquale Anselmo in The Brink[21]
- Gianluca Tusco in Una serie di sfortunati eventi[22]
- Riccardo Scarafoni in Evil[23]